# Oligia conjuncta
Oligia conjuncta är en fjärilsart som beskrevs av Heydemann 1932. Oligia conjuncta ingår i släktet Oligia och familjen nattflyn. Inga underarter finns listade i Catalogue of Life.